# Caixa Catalana
Caixa Catalana, també coneguda com a Associació per la Nova Caixa Catalana Cooperativa de Crèdit, és una associació amb seu a Barcelona que té com a objectiu la creació d'una cooperativa de crèdit. Entre els membres fundadors hi ha professionals de l'empresa i el sector financer, economistes i persones a títol individual.
El 16 d'abril de 2015 es signà l'acta fundacional de l'Associació per la nova Caixa Catalana Cooperativa de Crèdit, formada per una junta directiva integrada per Joan Olivé, Jaume Vall, Joan-Josep García i Negre, Marta Poch i Raimon Baiges.
El 3 de setembre de 2016 es va dur a terme l'assemblea fundacional de la Cooperativa Catalana de Serveis Financers a sala del rectorat de la Facultat d'Economia i Empresa de la Universitat de Barcelona. Posteriorment, el 15 d'octubre es va formalitzar notarialment la cooperativa.
L'associació té previst celebrar el 12 de desembre de 2020 a la Lleialtat Santsenca de Barcelona l'assemblea fundacional d'una cooperativa que té per objectiu crear un banc ètic europeu.